# Cameron Dummigan
Cameron Dummigan (Lurgan, 2 giugno 1996) è un calciatore nordirlandese, difensore del Derry City.

## Carriera

### Club
Cresciuto nei settori giovanili di Cliftonville e Burnley, nel 2014 ha firmato il primo contratto professionistico con i Clarets, senza però riuscire ad esordire in prima squadra. Il 2 ottobre 2015 passa in prestito all'Oldham Athletic, con cui esordisce il giorno dopo, nel pareggio per 3-3 contro il Gillingham. Il 31 agosto 2016 viene acquistato a titolo definitivo, firmando un biennale con i Latics.

### Nazionale
Ha giocato con le varie rappresentative giovanili dell'Irlanda del Nord, debuttando con l'Under-21 il 9 settembre 2014, in occasione della partita di qualificazione all'Europeo 2015 persa per 1-4 contro la Serbia.

## Statistiche

### Presenze e reti nei club
Statistiche aggiornate al 20 marzo 2018.
| Stagione               | Squadra                | Campionato             | Campionato | Campionato | Coppe nazionali | Coppe nazionali | Coppe nazionali | Coppe continentali | Coppe continentali | Coppe continentali | Altre coppe | Altre coppe | Altre coppe | Totale | Totale |
| Stagione               | Squadra                | Comp                   | Pres       | Reti       | Comp            | Pres            | Reti            | Comp               | Pres               | Reti               | Comp        | Pres        | Reti        | Pres   | Reti   |
| ---------------------- | ---------------------- | ---------------------- | ---------- | ---------- | --------------- | --------------- | --------------- | ------------------ | ------------------ | ------------------ | ----------- | ----------- | ----------- | ------ | ------ |
| 2013-2014              | Burnley                | FLC                    | 0          | 0          | FACup+CdL       | 0               | 0               | -                  | -                  | -                  | -           | -           | -           | 0      | 0      |
| 2014-2015              | Burnley                | PL                     | 0          | 0          | FACup+CdL       | -               | -               | -                  | -                  | -                  | -           | -           | -           | 0      | 0      |
| ago. 2015              | Burnley                | FLC                    | 0          | 0          | FACup+CdL       | 0               | 0               | -                  | -                  | -                  | -           | -           | -           | 0      | 0      |
| Totale Burnley         | Totale Burnley         | Totale Burnley         | 0          | 0          |                 | 0               | 0               |                    | -                  | -                  |             | -           | -           | 0      | 0      |
| ott. 2015-2016         | Oldham Athletic        | FL1                    | 26         | 1          | FACup+CdL       | 1+0             | 0               | -                  | -                  | -                  | FLT         | -           | -           | 27     | 1      |
| 2016-2017              | Oldham Athletic        | FL1                    | 12         | 0          | FACup+CdL       | 2+0             | 0               | -                  | -                  | -                  | FLT         | 0           | 0           | 14     | 0      |
| 2017-2018              | Oldham Athletic        | FL1                    | 29         | 2          | FACup+CdL       | 1+1             | 0               | -                  | -                  | -                  | FLT         | 2           | 0           | 33     | 2      |
| Totale Oldham Athletic | Totale Oldham Athletic | Totale Oldham Athletic | 67         | 3          |                 | 5               | 0               |                    | -                  | -                  |             | 2           | 0           | 74     | 3      |
| Totale carriera        | Totale carriera        | Totale carriera        | 67         | 3          |                 | 5               | 0               |                    | -                  | -                  |             | 2           | 0           | 74     | 3      |

## Palmarès

### Club

#### Competizioni nazionali
- Coppa di Lega irlandese: 1

Dundalk: 2019
- Campionato irlandese: 1

Dundalk: 2019
- Coppa d'Irlanda: 1

Dundalk: 2020